# Suomalainen Ooppera

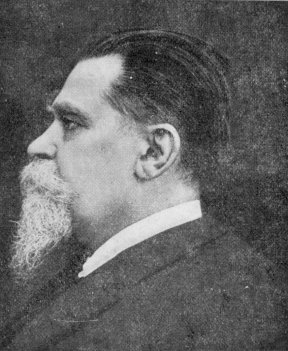
Kaarlo Bergbom

Ida Basilier

Suomalainen Ooppera (Finska Operan) var en opera verksam i Helsingfors i Finland mellan 1873 och 1879. Det var Finlands första opera och dess första finskspråkiga opera, och spelar en stor roll inom finländsk kulturhistoria. Den verkade sida vid sidan med Suomalainen Teatteri (Finska Teatern) och tillhörde egentligen samma etablissemang, då Talscenen och Operaavdelningen utgjorde två avdelningar av samma företag, men det fungerade självständigt från detta. 

## Historik
Suomalainen Teatteri grundades i juni 1872 i Engels teater av Kaarlo Bergbom. Man ville upprätthålla dåvarande teaterstandard genom att erbjuda både sångscen och talscen på finska språket, och 1873 bildades därför sångscenen. De två scenerna fungerade separat men i samma byggnad, och det ska ha förekommit en del rivalitet mellan dem. 
Utgifterna för Operaavdelningen var mycket högre än för talscenen. Talscenen bar sig också bättre ekonomiskt då den turnerade runt landsbygden och väckte entusiasm bland allmänheten och bondebefolkningen. Eftersom hela verksamheten var garantiföreningsstödd och stödde sig på en smal publik i ett land som ännu inte var van vid opera på finska språket, blev operan till slut för dyr för att upprätthållas. År 1878 bolagiserades verksamheten och 1879 lades operan ned. 
Någon ny inhemsk opera grundades inte i Finland igen förrän 1910, då Finlands nationalopera och -balett öppnade.

## Medlemmar
Bland de artister som verkade vid Suomalainen Ooppera fanns:
- Emmy Achté
- Ida Basilier-Magelssen
- Sofie Bonnevie
- Elis Duncker
- Alma Fohström
- Filip Forstén
- Bruno Holm
- Mathilda Lagermarck
- Naëmi Ingman-Starck
- Eva Hortensia Synnerberg